# Pieter Frans van Kerckhoven

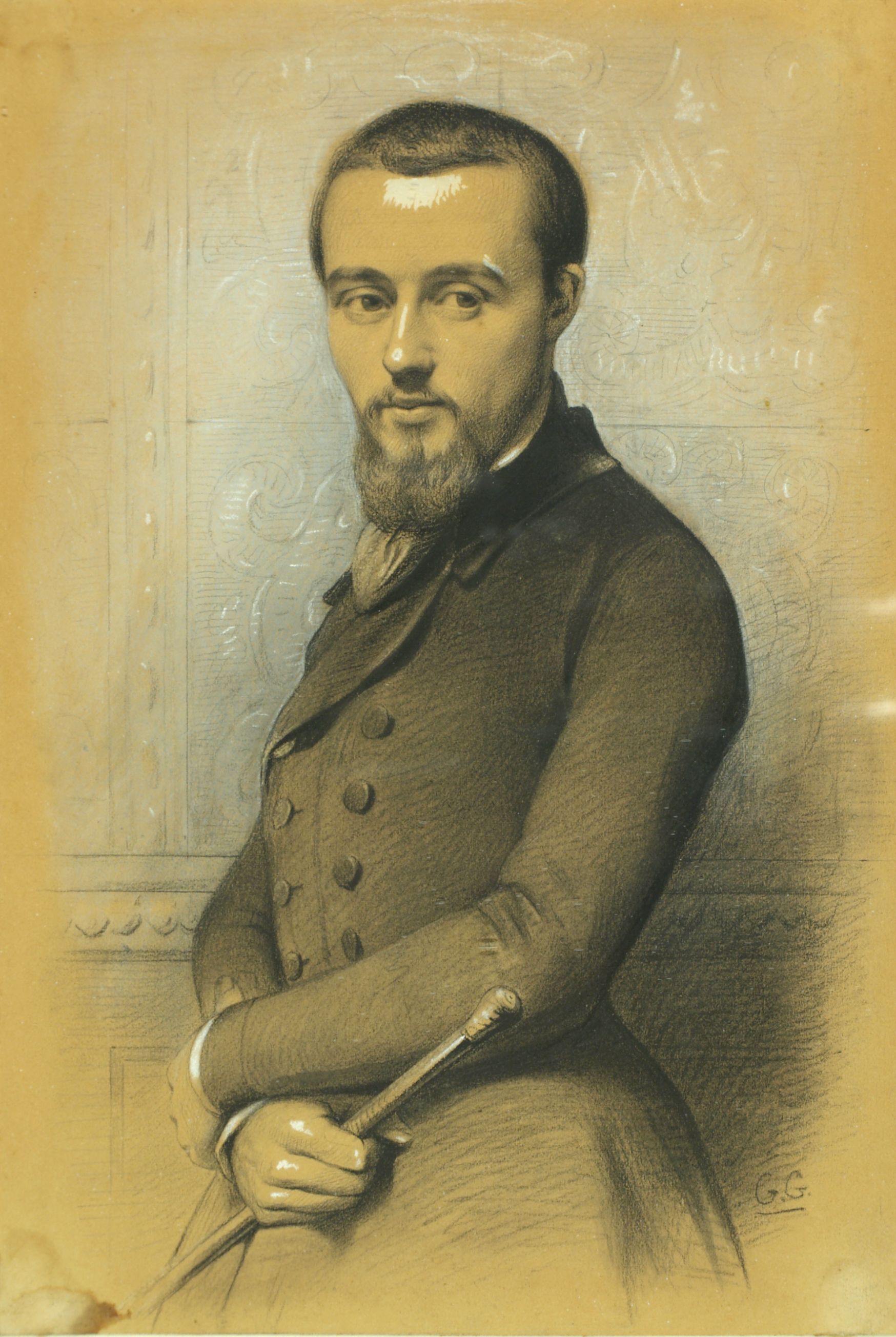
Pieter Frans van Kerckhoven

Pieter Frans van Kerckhoven, ook wel Peter Frans van Kerckhoven (Antwerpen, 10 november 1818 - aldaar, 1 augustus 1857) was een Vlaamse schrijver en tevens een van de voormannen van de vroege Vlaamse Beweging.

## Levensloop
Van Kerckhoven was de zoon van een makelaar. Zijn gegoede afkomst liet hem toe om een degelijke opleiding te volgen. Na zijn eerste onderricht in een private school te hebben gevolgd, doorliep hij samen met zijn leeftijdsgenoot en boezemvriend Domien Sleeckx het Antwerpse atheneum. Van Kerckhoven was in die periode een onvermoeibare lezer en spendeerde haast al zijn zakgeld aan werken van de Franse klassieke auteurs. Van Kerckhoven was tijdens zijn jeugdjaren net als de rest van zijn familie erg religieus. Nadat Van Kerckhoven in 1836 aan het Antwerpse atheneum was afgestudeerd, ging hij geneeskunde studeren in Italië, aan de universiteit van Bologna.
In Italië was Van Kerckhoven directe ooggetuige van de onrustige en rebelse Risorgimento-tijd. De confrontatie met het daar aanwezige liberale en anti-klerikale Risorgimento-klimaat was bepalend voor zijn latere progressief-liberale oriëntering. Van Kerckhoven evolueerde in een mum van tijd van een vrome katholiek naar een vurige en overtuigde liberaal. Ondanks de mentale gedaanteverandering die Van Kerckhoven in Italië onderging, bleef hij wel gelovig.
Van Kerckhoven behaalde de graad van baccalaureus geneeskunde en filosofie, maar keerde in juni 1838 plotseling terug naar Antwerpen, zonder zijn studies te hebben beëindigd. Algemeen wordt aangenomen dat het Van Kerckhoven in Bologna te warm werd onder de voeten na compromitterende contacten met de clandestiene carbonari-beweging. Terug in Antwerpen zette Van Kerckhoven zijn geneeskundige studies nog even voort aan het Sint-Elisabeth Ziekenhuis, maar hij zou ze snel weer opgeven. Tijdens die opleiding maakte hij namelijk kennis met medestudenten Jan De Laet en Hendrik Conscience, die vrijwel meteen zijn artistieke gaven herkenden en hem introduceerden in het romantische artiestenmilieu van de Scheldestad. Al snel zou Van Kerckhoven zich ontpoppen als een van de spilfiguren van het Antwerpse cultuurleven. Naast zijn kantoorloopbaan (in de zaak van zijn vader en later bij de stedelijke administratie) was hij nu volop actief als literator, literatuurcriticus en als hoofdredacteur van diverse tijdschriften, waaronder De Noordstar en De Vlaemsche Rederyker. Van Kerckhoven was ook aangesloten bij literaire genootschappen met een besloten karakter, zoals De Hermans, Het Heilig Verbond en De Olijftak. Als romanschrijver had hij niet dezelfde populariteit als Conscience, maar hij was niettemin vrij succesvol als auteur en genoot als literatuurcriticus heel wat waardering.
Wederzijdse na-ijver en Van Kerckhovens streven om van de Vlaamse beweging een liberale ontvoogdingsbeweging te maken, leidden vanaf 1846 tot een breuk met Conscience, die meer heil zag in toenadering tot de katholieke politici. Het conflict escaleerde al snel en het kwam in 1847 tot een bittere vete die werd uitgevochten in de Antwerpse schimpbladen De Roskam en De Schrobber. In het pamflet De Vlaemsche Beweging (1847), gericht tegen Conscience en zijn aanhangers, toonde Van Kerckhoven zijn talenten als polemist. In deze jaren ging het Van Kerckhoven overigens voor de wind: hij werd vast stadsklerk en publiceerde met Ziel en lichaem (1848) en de briefroman Liefde (1851) de hoogtepunten uit zijn literaire oeuvre. Daarnaast publiceerde hij onvermoeibaar bijdragen in De Vlaemsche Rederyker, een literair-kritisch tijdschrift waarvan hij sinds 1847 hoofdredacteur was. In 1852 werd Van Kerckhoven zelfs tot ridder in de Leopoldsorde verheven. In het begin van 1857 werd hij evenwel ernstig ziek. Hij bleek te lijden aan tuberculose en stierf enkele maanden later, op achtendertigjarige leeftijd.
Van Kerckhoven verviel meermaals in radicaliteit, zowel bij zijn optreden in Italië als in streven om van de Vlaamse beweging een liberale ontvoogdingsbeweging te maken. Dat gebrek aan gematigdheid en diplomatische behoedzaamheid verklaart zijn zware uitvallen naar gerespecteerde figuren zoals Hendrik Conscience, Jan De Laet, Ferdinand Augustijn Snellaert, Theodoor Van Rijswijck en Michiel Vander Voort en zelfs zijn boezemvriend Domien Sleeckx. Door zijn weinig milde karakter heeft Van Kerckhoven zichzelf dan ook in zekere mate geïsoleerd binnen de Vlaamse beweging, al bleef hij ook na deze uitvallen met heel wat Vlaamsgezinden positieve contacten onderhouden.
Tijdens zijn korte leven schreef Van Kerckhoven een buitengewoon omvangrijk oeuvre bijeen: behalve politieke en polemische geschriften vooral romans en verhalen, poëzie en toneel, kritiek en essays. Zijn werk wordt gekenmerkt door een verrassende mengeling van romantiek en realisme en een voorkeur voor paranormale en controversiële thema’s.